# اس‌اس کاربو
اس‌اس کاربو (به انگلیسی: SS Caribou) یک زیردریایی است که طول آن ۲۶۵ فوت (۸۱ متر) می‌باشد.